# Triomma malaccensis
Triomma malaccensis ist ein Baum in der Familie der Balsambaumgewächse aus Malaya bis Borneo, Java und Sumatra. Es ist die einzige Art der Gattung Triomma.

## Beschreibung
Triomma malaccensis wächst als sehr großer, immergrüner Baum über 52 Meter hoch. Der Stammdurchmesser erreicht einen Meter oder mehr. Es werden große und oft breite Brettwurzeln gebildet. Die braun-graue Borke ist relativ glatt und leicht abblätternd. Der Baum führt ein aromatisches Harz.
Die Laubblätter sind unpaarig gefiedert mit 5–11 Blättchen. Die papierigen und ganzrandigen, zugespitzten Blättchen sind eiförmig bis elliptisch, lanzettlich oder verkehrt-eiförmig. Die Blättchen sind 4–15 Zentimeter lang und 2–6 Zentimeter breit. Der Blatt- und die Blättchenstiele sowie die Rhachis sind leicht behaart bis kahl. Die Nebenblätter fehlen.
Triomma malaccensis ist zweihäusig diözisch. Die mehrfach verzweigten, achsel- oder pseudo endständigen Blütenstände sind drüsig-behaart. Die weiblichen Blütenstände sind kleiner. Die sehr kleinen, fünfzähligen, weißlich-gelben Blüten sind mit doppelter Blütenhülle. Die freien Kelch- und Kronblätter sind dicht bräunlich behaart. Es sind 5 kurze, öfters verdrehte Staubblätter oder in den weiblichen Blüten kleine Staminodien vorhanden. Der oberständige, kahle Fruchtknoten ist dreikammerig, mit dreilappiger, fast sitzender Narbe, in den männlichen Blüten ist er praktisch komplett reduziert. Es ist ein leicht gelappter Diskus vorhanden.
Es werden dreiflügelige, holzige, im Umriss breit-eiförmige, birnenförmige Flügelfrüchte (Pseudokapsel) gebildet, die sich mit drei Klappen öffnen. Sie enthalten 3 rundum, breit geflügelte, flache, im Umriss mit Flügel breit-eiförmige, birnenförmige Samen (Pyrene) mit gefalteten, lappigen Kotyledonen. Die Früchte sind 5,5–7,5 Zentimeter lang und die Fruchtflügel 2–2,5 Zentimeter breit. Die Samenflügel sind papierig-membranös und netzig-geadert.

## Taxonomie
Die Erstbeschreibung der Gattung Triomma und der Art Triomma malacensis erfolgte 1860 durch Joseph Dalton Hooker in Trans. Linn. Soc. London 23: 171. Synonyme sind Canarium mahassan Miq. und Triomma macrocarpa (Miq.) Backer ex K.Heyne.

## Verwendung
Das Holz ist relativ weich, mittelschwer und nicht sehr beständig, es ist bekannt als Kedondong, allerdings werden unter dieser Bezeichnung noch einige andere Holzarten gehandelt. Es wird vor allem im Innenbereich verwendet.